# Gonomyia dicranura
Gonomyia dicranura là một loài ruồi trong họ Limoniidae. Chúng phân bố ở miền Australasia.